# A Fool in Love
A Fool in Love è un brano musicale rock and roll, pubblicato nel singolo di debutto di Ike & Tina Turner A Fool in Love/The Way You Love Me nel 1960 per l'etichetta Sue Records.

## Descrizione
A Fool in Love è il primo singolo ad ottenere risultati significativi in classifica per Tina Turner, precedentemente conosciuta come Anna Mae Bullock, durante i primi anni del connubio artistico e sentimentale con Ike ed il suo gruppo Kings of Rhythm.
La canzone originariamente non avrebbe dovuto essere cantata da Tina Turner, che in quel periodo era incinta di Ike. Ike Turner infatti l'aveva composta come canzone per una voce maschile, ma quando avrebbe dovuto essere registrata, il cantante del gruppo non si presentò, e Ike lo sostituì con Tina (Little Ann) che ne registrò un demo con le coriste The Ikettes.
Ike fu talmente impressionato dell'interpretazione soul della compagna, che decise di pubblicare il demo come versione ufficiale del brano.
La carriera dei due artisti cambiò da quel momento in poi. Little Ann divenne Tina Turner, ed il gruppo King of Rhythm fu ribattezzato Ike & Tina Turner. A Fool in Love arrivò alla seconda posizione della classifica Billboard R&B Singles ed alla ventisette della Billboard Pop Singles.
La canzone fu interpretata per la prima volta su una televisione nazionale il 3 ottobre 1960, con Tina Turner al nono mese di gravidanza. Anche dopo lo scioglimento del sodalizio Ike & Tina, la cantante ha continuato a cantare il brano, anche nel suo ultimo concerto del 2000.